# Schihab-Dynastie
Die Familie Schihab (auch Schehab; französisch Chéhab; arabisch شهاب Schihāb, DMG šihāb; Plural: arabisch شهابيون Schihābiyūn, ALA-LC: Shihābiyūn) ist eine alte und einflussreiche Familie im Libanon mit Verbindungen in alle Welt. Vor allem die Emire des 16.–18. Jahrhunderts waren bedeutende Herrscher im Osmanischen Reich in der Region rund um das Libanongebirge.

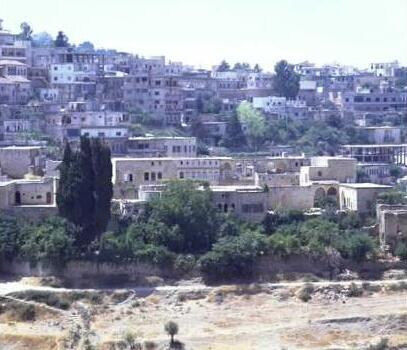
Die „Burg Schihab“ in Hasbaya im Wadi al-Taim aus dem 12. Jahrhundert

## Familie
Die Schihab waren die Fürsten des Wadi al-Taim, die ihren Stammbaum auf die Machzūm, einen Clan der Koreischiten, zurückführten. Die Familie erwarb durch Erbschaft die Herrschaft über das Emirat Libanonberg. Sie beerbten 1697 die Familie Maʿan, mit der sie durch Heirat verbunden waren. Der Stammesverband der Qaisi mit den Feudalherren der Drusen entschied diesen Wechsel, der formal von den osmanischen Behörden abgesegnet wurde. Dadurch erhielt die Familie das Privileg der Steuerpacht im Gebiet des Libanonberg. Unter Emir Haidar Schihab festigten die Qaisi und die Dynastie Schihab ihre Macht im Libanonberg und unterwarfen die rivalisierenden Yamani-Drusen 1711 in der Schlacht von Ain Dara. Ihr Sieg verursachte eine Massenauswanderung drusischer Kleinpächter. Nach und nach wurden diese durch maronitische und melkitische Christen ersetzt. In der Zeit des Emir Yusuf Schihab begannen dann Familienmitglieder der Schihab vom sunnitischen Islam zur Maronitischen Kirche überzutreten, darunter auch der Emir selbst.
Yusufs Nachfolger, Emir Baschir Schihab II., agierte sowohl gegen Rivalen vor Ort, als auch gegen den mächtigen Gouverneur des Sidon-Eyâlets in Akkon. Im Zuge dieser Konflikte zerbrach die Feudalmacht der drusischen Herren und der maronitische Klerus entwickelte sich zu einer zweiten Machtsäule des Emirats. Baschir verbündete sich mit Mohamed Ali, dem damaligen Herrscher des Eyâlets Ägypten, als dieser das osmanische Syrien besetzte. Er wurde jedoch abgesetzt, als die Ägypter 1840 von der osmanisch-europäischen Allianz vertrieben wurden, die sich zusätzlich auf maronitische Kräfte stützen konnten. Sein Nachfolger, Emir Baschir III., regierte für zwei Jahre, danach wurde das Emirat aufgelöst und durch ein doppeltes Qaimaqamate ersetzt. Dadurch wurde der Libanon in drusische und christliche Sektoren aufgeteilt. Die Schihab-Familie verlor stark an Einfluss.
Dennoch erreichen Familienmitglieder der muslimisch-christlich-gemischten Familie bis heute hohe Ämter im Libanon, zum Beispiel Präsident Fuad Schihab und Premierminister Chalid Schihab.

## Geschichte

### Ursprünge

Flagge des Emirats der Schihab

Die Banu Schihab waren ursprünglich ein arabischer Stamm aus dem Hedschas. Der Historiker Mikhail Mishaqa schrieb im 19. Jahrhundert, die Banu Schihab seien Abkömmlinge des Clans Banu Machzum vom Stamm der Quraisch, von Chālid ibn al-Walīd. Der Familiengründer sei ein Soldat der Raschidun-Armee mit Namen Amir Harith, der 635 am Damaszener Tor „Bab Scharqi“ in der Schlacht um die Eroberung von Damaskus fiel. Irgendwann nach der Islamischen Eroberung der Levante Mitte des 7. Jahrhunderts siedelte sich der Stamm im Hauran südlich von Damaskus an. 1172 während der Herrschaft des Ejubiden-Sultans Saladin zogen die Banu Schihab nach Westen in die Ebene des Wadi al-Taim, am Fuße des Berges Hermon (Dschabal asch-Scheich).

### Verbindung mit den Maʿan
Bald darauf gingen die Schihab eine Allianz mit den Banu Maʿan ein, einem Drusen-Clan aus der Region Schuf im heutigen Gouvernement Libanonberg. Sowohl die Schihab als auch die Maʿan gehörten zur stammespolitischen Fraktion der Qais (قيس عيلان – in Bezug auf den alten Konflikt zwischen Qais und Yaman). Als die Maʿan-Dynastie an Einfluss gewann und im 16. Jahrhundert den Rang von Steuereinnehmern und Emiren im Libanonberg erwarb, blieben die Schihab ihre engsten Verbündeten in Konflikten mit anderen Drusen-Clans. 1629 heiratete Husain Schihab aus Rascheiya die Tochter des Emirs Mulhim Maʿan. 1650 besiegten die Maʿan und Schihab gemeinsam eine Söldner-Armee des drusischen Scheichs Ali Alam ad-Din (Alis Truppen waren von der osmanischen Regierung in Damaskus entliehen, die gegen Fachr ad-Din Maʿan vorgehen wollte).
1660 gründeten die Osmanen das Eyalet Sidon, in dem Libanonberg und Wadi al-Taim enthalten waren, und unter dem Befehl des Großwesirs Köprülü Mehmed Pascha führten sie eine Offensive gegen die Schihab des Wadi al-Taim und die Hamadé, einen schiitischen Clan im Distrikt Keserwan. Als die osmanischen Truppen in das Wadi al-Taim eindrangen, flohen die Schihab in die Region um Keserwan im Norden des Libanonberg und beanspruchten Schutz durch den Clan der Hamade. Köprülü Mehmed Pascha erließ Befehl an Emir Ahmad Maʿan, die Schihab-Emire auszuliefern, aber Emir Ahmad wies den Befehl zurück und floh stattdessen nach Keserwan, wodurch er das Recht der Steuerpacht im Libanonberg verlor. Die Landbevölkerung der schutzlos zurückgelassenen Regionen litt schwer unter den osmanischen Truppen, die Jagd auf die Führer der Schihab und Maʿan machten. Die Schihab flohen daraufhin noch weiter nach Norden bis hinein nach Syrien und suchten Schutz in den Harim-Bergen (Dschebel Aʿla, جبال حارم) südlich von Aleppo bis 1663. Vier Jahre später besiegten die Maʿan und deren Koalition der Qaisi die Koalition der Yamani (unter der Führung der Alam ad-Din-Familie) bei der Hafenstadt Beirut. Dadurch konnte Emir Ahmad Maʿan die Kontrolle über die Steuerpacht im Libanonberg zurückerlangen, und die Schihab befestigten ihre Allianz mit den Maʿan, als Musa Schihab 1674 die Tochter von Emir Ahmad Maʿan heiratete. 1680 vermittelte Emir Ahmad in einem Konflikt zwischen den Schihab und dem schiitischen Harfusch-Clan (آل حرفوش) aus der Bekaa-Ebene, nachdem die Harfusch 1680 Faris Schihab getötet hatten (Faris hatte kurz zuvor die Harfusch aus Baalbek vertrieben), woraufhin die Schihab zu den Waffen gegriffen hatten.
1693 starteten die osmanischen Befehlshaber eine große Militärexpedition mit 18.500 Soldaten gegen Emir Ahmad, als er sich weigerte, die Hamade-Scheichs zu bestrafen, nachdem diese Bint Dschubail überfallen hatten und dabei vierzig Soldaten und den Garnisonskommandanten Ahmad Qalawun getötet hatten, einen Abkömmling des Mamelucken-Sultans Qalawun. Emir Ahmad floh erneut, und seine Ländereien wurden konfisziert und auf Musa Alam ad-Din übertragen, der auch den Maʿan-Palast in Deir al-Qamar besetzte. Im folgenden Jahr mobilisierten Ahmad und seine Verbündeten ihre Männer aus dem Wadi al-Taim, eroberten den Chouf, und zwangen Musa Alam ad-Din nach Sidon zu fliehen. Emir Ahmad wurde 1695 wieder eingesetzt.

### Baschir I.
Als Emir Ahmad Maʿan 1697 ohne männlichen Nachkommen starb, traten die Scheichs der Qaisi im Libanonberg, auch die Dschumblatt (جنبلاط), in Simaqaniya zusammen und entschieden, dass Baschir Schihab I. der Nachfolger von Ahmad im Libanonberg werden sollte. Baschir war durch seine Mutter mit den Maʿan verwandt, die eine Schwester von Ahmad Maʿan war und die Frau von Baschirs Vater, Husain Schihab. Aufgrund des Einflusses von Husain Maʿan, des jüngsten Sohnes von Fachr ad-Din, eines hochrangigen Beamten in der osmanischen Imperialverwaltung, überließen die osmanischen Behörden Baschir nicht die Autorität über Steuerpacht des Libanonberg; Husain Maʿn verzichtete auf seinen Erbanspruch auf das Emirat der Maʿan in Hoffnung auf eine Karriere als osmanischer Botschafter in Indien. Daher ernannten die osmanischen Behörden nach Husain Maʿans Willen Haidar Schihab, den Sohn von Musa Schihab und Ahmad Maʿans Tochter. Haidars Ernennung wurde vom Gouverneur von Sidon bestätigt, und auch die Scheichs der Drusen stimmten zu, aber weil Haidar noch nicht volljährig war, erhielt Baschir die Vollmachten eines regierenden Emirs.
Der Wechsel des Emirats von den Maʿan zu den Schihab machte die Clanchefs zu Inhabern großer Steuerpacht-Gebiete, die den Chouf, Gharb, Matn und Keserwan am Berg Libanon umfassten. Die Steuerpacht war jedoch kein Eigentum des Emirs, sondern musste offiziell jedes Jahr von den osmanischen Machthabern neu gestattet werden, welche oft zu Gunsten von neuen Steuerpächtern, wie anderen Emiren der Schihab, aber auch zu Gunsten von Rivalen aus dem Clan der Alam ad-Din entschieden. Die drusischen Qaisi hatten eine Motivation, Schihabs als Steuerpächter zu ernennen, weil die Schihabs aus dem Wadi al-Taim nicht in die Stammesklüngel des Chouf verwickelt waren, sie militärische Stärke bewiesen und weil sie in ehelicher Verwandtschaft zu den Maʿan standen. Andere Clans, wie die drusischen Dschumblatt und die maronitischen Chazen waren untergeordnete Steuerpächter, so genannte muqataʿdschis, die der osmanischen Regierung durch die Schihab verpflichtet waren. Ein Zweig des Schihab-Clan herrschte weiterhin im Wadi al-Taim, während der Zweig im Libanonberg seinen Sitz in Deir al-Qamar hatte. Die Schihab-Emire waren zudem formell zur militärischen Gefolgschaft der Osmanen verpflichtet und mussten auf Aufforderung hin Truppen ausheben. Die Schihab erlangten dadurch einen Status, der ihnen die oberste soziale, fiskalische, militärische, rechtliche und politische Macht im Libanonberg sicherte.
1698 gewährte Emir Baschir den Scheichs der Hamade Schutz, als diese von den Machthabern verfolgt wurden und vermittelte erfolgreich zwischen den beiden Seiten. Er nahm auch den Rebellen Muschrif ibn Ali al-Saghir gefangen, einen Scheich des schiitischen Waʿil-Clans von Bischara in Dschabal ʿAmil, und lieferte ihn und dessen Partisanen dem Gouverneur von Sidon aus, der Emir Baschirs Unterstützung in der Sache gefordert hatte. Daraufhin wurde Baschir offiziell beauftragt, die „Provinz Sidon sicher zu bewahren“ (safekeeping of Sidon Province), in dem Gebiet zwischen der Region Safed bis Keserwan. An der Jahrhundertwende des 18. Jahrhunderts pflegte der neue Gouverneur von Sidon, Arslan Mehmed Pascha, gute Beziehungen mit Baschir, der in dieser Zeit einen Freund aus dem Clan der Qaisi, Umar al-Zaidani, zum Untersteuerpächter von Safad ernannt hatte. Er sicherte sich auch die Loyalität der schiitischen Clans Munkir und Saʿab für die Seite der Qaisi. Emir Baschir wurde vergiftet und starb 1705. Der maronitische Patriarch und Historiker Istifan al-Duwaihi beschuldigt Emir Haidar, der in dieser Zeit die Mündigkeit erreicht hatte, Schuld an Emir Baschirs Tod zu sein.

### Haidar
Emir Haidars Machtergreifung brachte fast unmittelbar Bemühungen auf Seiten des Gouverneurs von Sidon, Baschir Pascha, mit sich, die Macht der Schihab in der Provinz wieder einzuschränken. Baschir Pascha war ein Verwandter von Arlsan Mehmed Pascha. Der Gouverneur ernannte unmittelbar Dhaher al-Omar, den Sohn von Umar al-Zaidani, zum Steuerpächter von Safad, sowie Mitglieder der Clans der Waʿil, Munkir und Saʿab zu Steuerpächtern des Subdistrikts Dschabal ʿAmil. Die letzteren beiden Clans wechselten daraufhin die Seiten und gingen zu den Waʿils und deren Pro-Yamani-Faktion über. Die Situation verschlechterte sich für Emir Haidar, als er 1709 auf Befehl von Baschir Pascha abgesetzt wurde und durch seinen eigenen ehemaligen Stabschef und neuerlichen Feind, den Drusen Mahmoud Abi Harmusch aus dem Chouf ersetzt wurde. Emir Haidar und seine Verbündeten des Qaisi flohen ins Dorf Ghazir in Keserwan, wo ihnen von dem maronitischen Hubaisch-Clan Schutz gewährt wurde, während der Libanonberg von einer Koalition der Yamani überrannt wurde, die vom Clan der Alam ad-Din angeführt wurde. Emir Haidar floh noch weiter nach Norden bis nach Hermel, als Abi Harmuschs Truppen ihn in Ghazir suchten und das Dorf plünderten.
1711 machten die drusischen Qaisi-Clans mobil, um ihre Vorherrschaft im Libanonberg wiederherzustellen, und luden Emir Haidar ein, zurückzukehren und ihre Truppen anzuführen. Emir Haidar und die Familie der Abu'l Lama formierten sich in Ras el Matn und erhielten Unterstützung von den Dschumblatt, Talhuq, Imad, Nakad und Abd al-Malik, während die Yamani-Faktion unter Führung von Abi Harmusch sich bei Ain Dara aufstellte. Die Yamani hatten Unterstützung von den Gouverneuren von Damaskus und Sidon, aber bevor die Truppen der Gouverneure zu den Yamani stießen und sie bereit waren, einen Erstangriff gegen die Qaisi zu führen, führte Emir Haidar den Angriff gegen Ain Dara. In der folgenden Schlacht von Ain Dara wurden die Yamani aufgerieben, die Scheichs der Alam ad-Din getötet, Abi Harmusch gefangen, und die osmanischen Gouverneure zogen ihre Truppen aus dem Libanonberg zurück. Emir Haidars Sieg festigte endgültig die politische Macht der Schihab und die Yamani wurden als rivalisierende Kraft ausgeschaltet; sie wurden sogar gezwungen, den Libanon zu verlassen und nach Hauran zu ziehen.
Emir Haidar bestätigte seine Verbündeten der Qaisi als Steuerpächter des Steuerdistrikts Libanonberg. Sein Sieg in Ain Dara trug auch zu einer Zuwanderung von Maroniten in das Gebiet bei, da Drusen auswanderten und im Gegenzug Zuwanderer aus dem Hinterland von Tripoli die drusischen Yamani ersetzten. Dadurch nahm die Zahl maronitischer Kleinpächter gegenüber den drusischen Grundherren im Libanonberg zu. Die Schihabs wurden die herrschende Kraft für die soziale und politische Konfiguration des Libanonbergs, da sie die einflussreichsten Grundherren und die Haupt-Vermittler zwischen den Scheichs vor Ort und den osmanischen Behörden waren. Dieses Arrangement wurde von den osmanischen Gouverneuren in Sidon, Tripoli und Damaskus letztlich akzeptiert. Daneben übten die Schihab auch Einfluss auf die verschiedenen Machthaber vor Ort in den angrenzenden Gebieten aus, beispielsweise auf die Clans von Dschabal ʿAmil (Schiiten) und in der Bekaa-Ebene, der maronitisch-dominierten Umgebung von Tripoli, sowie auf die osmanischen Administratoren in den Hafenstädten Sidon, Beirut und Tripoli.

### Mulhim
Emir Haidar starb 1732 und sein ältester Sohn, Mulhim, wurde sein Nachfolger. Eine seiner frühen Kampagnen war eine Bestrafungs-Expedition gegen den Waʿil-Clan von Dschabal ʿAmil. Die Waʿil hatten die Schwänze ihrer Pferde grün gefärbt um den Tod von Emir Haidar zu feiern. Haidars Beziehungen mit den Waʿil waren schlecht gewesen, aber Emir Mulhim nahm dies als schwere Beleidigung. In der Kampagne wurde kurzzeitig der Scheich der Waʿili, Nasif al-Nassar, gefangen genommen. Emir Mulhim hatte dabei die Unterstützung des Gouverneurs von Sidons.
In den 1740ern entstanden neue Parteiungen innerhalb der drusischen Clans. Eine dieser Parteien wurde vom Clan der Dschumblatt angeführt und deshalb auch als Dschumblatti bezeichnet, während die Imad, Talhuq und Abd al-Malik Clans zur Yazbak-Fraktion unter Führung der Imad gehörten. Auf diese Weise verlor die Rivalität Qaisi-Yamani an Bedeutung und es entstand die Dschumblatti-Yazbaki Rivalität. 1748 brannte Mulhim auf Befehl des Gouverneurs von Damaskus Siedlungen der Talhuq- und Abd al-Malik-Clans nieder als Strafaktion gegen die Yazbaki, die einen Flüchtling aus dem Eyalet Damaskus aufgenommen hatten. Später gewährte Mulhim den Talhuq Kompensation. 1749 erwarb er die Steuerpacht-Rechte für Beirut, nachdem er den Gouverneur von Sidon überzeugt hatte, die Steuerpacht zu veräußern. Dazu nutzte er einen Angriff des Talhuq-Clans, in dem die Stadt zerstört wurde und die Machtlosigkeit des Stellvertretenden Gouverneurs demonstriert wurde.

### Machtkämpfe
Mulhim wurde krank und wurde von seinen Brüdern 1753 zur Abdankung gezwungen. Mansur und Ahmad wurden mit der Unterstützung der drusischen Scheichs Emire. Mulhim zog sich nach Beirut zurück, aber zusammen mit seinem Sohn Qasim bemühte er sich, die Kontrolle über das Emirat wiederzuerlangen, indem er seine Beziehungen zu einem osmanischen Beamten benutzte. Dieses Vorhaben war erfolglos und Mulhim starb 1759. Im folgenden Jahr wurde Qasim vom Gouverneur von Sidon an Stelle von Emir Mansur zum Emir ernannt. Bald darauf jedoch bestachen die Emire Mansur und Ahmad den Gouverneur und erhielten die Steuerpacht der Schihabi zurück. Die Beziehungen zwischen den Brüdern verschlechterten sich, als jeder von ihnen die Vorherrschaft beanspruchte. Emir Ahmad holte sich die Unterstützung der Yazbaki-Drusen und war kurzzeitig in der Lage, Emir Mansur aus dem Hauptsitz der Schihabi in Deir al-Qamar zu vertreiben. Emir Mansur stützte sich in der Zwischenzeit auf die Dschumblatti und den Gouverneur von Sidon, der seine Truppen in Beirut mobilisierte, um Mansur zu unterstützen. Mit dessen Unterstützung eroberte Mansur Deir al-Qamar zurück und Emir Ahmad floh. Scheich Ali Dschumblatt und Scheich Yazbak Imad erreichten einen Ausgleich zwischen Ahmad und Mansur, und der erstere gab seinen Anspruch auf das Emirat auf und erhielt die Erlaubnis in Deir al-Qamar zu wohnen.
Ein weiterer Sohn von Emir Mulhim, Emir Yusuf, hatte Emir Ahmad in seinem Kampf unterstützt, worauf seine Besitzungen in Chouf von Emir Mansur konfisziert wurden. Emir Yusuf, der maronitisch-katholisch erzogen worden war, sich öffentlich aber als Sunnit präsentierte, erwarb Schutz durch Scheich Ali Dschumblatt in Moukhtara, und der letztere bemühte sich um eine Aussöhnung zwischen Emir Yusuf und seinem Onkel. Emir Mansur lehnte jedoch Scheich Alis Mediation ab. Sa'ad al-Churi, Emir Yusufs mudabbir (Verwalter), erreichte, dass Scheich Ali seine Unterstützung für Emir Mansur aufgab, während Emir Yusuf die Unterstützung von Uthman Pascha al-Kurdschi, dem Gouverneur von Damaskus sichern konnte. Letzterer wies seinen Sohn Mehmed Pascha al-Kurdschi, den Gouverneur von Tripoli, an, die Steuerpacht von Dschubail und Batrun auf Emir Yusuf zu übertragen (1764). Dadurch erhielt Emir Yusuf eine Machtbasis in Tripolis Hinterland. Unter al-Churis Leitung und mit drusischen Verbündeten aus dem Chouf führte Yusuf daraufhin einen Feldzug gegen die Hamade-Scheichs und erhielt noch zusätzlich Unterstützung durch die maronitischen Clans Dahdah, Karam und Dahir und maronitische und sunnitische Bauern, die seit 1759 bereits gegen den Hamade-Clan revoltierten. Yusuf besiegte die Hamade-Scheichs und übernahm deren Steuerpacht. Das stärkte ihn nicht nur in seinem Konflikt mit Mansur, sondern war auch der Beginn der Patronage der Schihabi über die maronitischen Bischöfe und Mönche, die mit Ressentiments der Beeinflussung durch den Chazen-Clan gegenüberstanden und die von den Hamade-Scheichs patronisiert worden waren, den ursprünglichen Verbündeten der Schihab.

### Yusuf
1770 zog sich Emir Mansur zurück zu Gunsten von Emir Yusuf, nachdem die drusischen Scheichs ihn zum Rücktritt gedrängt hatten. Die Amtsübergabe wurde im Dorf Barouk vollzogen, wo die Schihabi-Emire, drusische Scheichs und Religionsführer zusammenkamen und eine Petition an die Gouverneure von Damaskus und Sidon aufsetzten, worin sie Emir Yusufs Amtsübernahme beglaubigten. Emir Mansurs Rücktritt wurde auch ausgelöst durch seine Allianz mit Scheich Dhaher al-Omar, dem starken Mann der Zaidani in der Region von Nord-Palästina, und mit Scheich Nasif al-Nassar aus Dschabal ʿAmil in deren Revolten gegen die osmanischen Gouverneure von Syrien. Scheich Zahir (Dhaher) und die Truppen von Ali Bey al-Kabir aus Ägypten hatten Damaskus erobert, zogen sich jedoch wieder zurück, nachdem Ali Beys führender Kommandant, Abu al-Dhahab, von den Osmanen bestochen worden war. Weil ihn die Osmanen besiegt hatten, war Emir Mansur zu einem Sicherheitsfaktor für die drusischen Scheichs gegenüber den osmanischen Behörden geworden, woraufhin sie entschieden ihn abzusetzen. Emir Yusuf pflegte die Beziehungen mit Uthman Pascha und dessen Söhnen in Tripoli und Sidon, und mit ihrer Unterstützung versuchte er die Macht der autonomen Scheichs Zahir und Nasif anzufechten. Allerdings erlebte Emir Yusuf 1771 eine Reihe von Rückschlägen. Sein Verbündeter, Uthman Pascha, wurde in der Schlacht am See Huleh (1771, Battle of Lake Hula) durch die Truppen von Scheich Dhaher geschlagen. Danach wurde Emir Yusufs große drusische Armee aus Wadi al-Taim und Chouf durch die Kavallerie von Scheich Nasif bei Nabatäa geschlagen. Drusische Kriegstote in der Schlacht zählten an die 1500, etwa so viel wie der Verlust, den die Yamani-Koalition bei Ain Dara verloren hatte. Außerdem eroberten die Truppen von Dhaher und Nasif die Stadt Sidon, nachdem sich Scheich Ali Dschumblatt zurückgezogen hatte. Emir Yusufs Truppen wurden erneut vernichtet, als sie versuchten die Scheichs Zahir und Nasif zu vertreiben, denen jedoch Unterstützung durch die russische Flotte zugutekam, welche das Lager von Emir Yusuf bombardierte.
Uthman Pascha, der die Eroberung von Beirut durch Scheich Zahir verhindern wollte, ernannte Ahmad Pascha el-Dschazzar, der zuvor in Yusufs Dienst stand, zum Garnisonskommandanten der Stadt. Emir Yusuf, der Steuerpächter von Beirut, stimmte der Ernennung zu und verweigerte ein Kopfgeld auf el-Dschazzar, welches Abu al-Dhahab aussetzen wollte (al-Dschazzar wurde von den Mameluken des Eyalet Ägypten gesucht). Allerdings begann el-Dschazzar bald darauf unabhängig zu agieren, nachdem die Befestigungen von Beirut gesichert waren, und Emir Yusuf wandte sich an Scheich Zahir, durch Vermittlung von Emir Mansur, und forderte russisches Bombardement auf Beirut an, um el-Dschazzar zu vertreiben. Scheich Zahir und die Russen folgten Emir Yusufs Aufforderung, nachdem eine hohe Bestechungssumme gezahlt worden war. Nach viermonatiger Belagerung zog sich el-Dschazzar 1772 zurück und Yusuf bestrafte seine Yazbaki-Verbündeten, die Scheichs Abd al-Salam Imad und Husain Talhuq, um eine Kompensation für die Bestechungssumme zu erhalten, die er den Russen bezahlt hatte. Im folgenden Jahr übernahm Yusufs Bruder, Emir Saiyid-Ahmad, die Kontrolle von Qabb Ilyas und raubte dabei auch eine Gruppe Damaszener Händler aus, die das Dorf durchquerten. Daraufhin eroberte Emir Yusuf Qabb Ilyas von seinem Bruder und erhielt vom Gouverneur von Damaskus, Mohammed Pascha al-Azm, auch die Steuerpacht über die Beqaa-Ebene übertragen.
1775 wurde Scheich Zahir in einem Feldzug der Osmanen geschlagen und getötet, woraufhin el-Dschazzar als Scheich in Zahirs Hauptquartier in Akkon eingesetzt wurde und bald darauf zum Gouverneur von Sidon ernannt wurde. Eines der Hauptziele von el-Dschazzar war es, die Macht in Sidon Eyalet zu zentralisieren und Kontrolle über das Emirat der Schihabi im Libanonberg zu erlangen. Aus diesem Grund vertrieb er zunächst erfolgreich Emir Yusuf aus Beirut und nahm ihm die Verantwortung über die Steuerpacht der Schihabis. El-Dschazzar verschaffte sich Vorteile, indem er Spaltungen innerhalb des Schihab-Clans förderte und so das Emirat in kleinere Einheiten aufspaltete, die er leichter kontrollieren und gegeneinander ausspielen konnte. 1778 bewilligte er den Verkauf der Steuerpacht des Chouf an Emir Yusufs Brüder, die Emire Saiyid-Ahmad und Effendi, nachdem sich die beiden die Unterstützung der Clans der Dschumblatt und Nakad gesichert hatten (Emir Yusufs Verbündeter, Scheich Ali Dschumblatt starb in diesem Jahr). Emir Yusuf verlegte daraufhin seinen Stützpunkt nach Ghazir und mobilisierte die Unterstützung seiner sunnitischen Verbündeten, der Clans der Ra'ad und Mir'ibi von Akkar. El-Dschazzar gab Yusuf nach Bezahlung einer großen Bestechungssumme die Steuerpacht zurück, aber seine Brüder forderten ihn erneut 1780. Sie mobilisierten die Unterstützung durch die Dschumblatti und die Yazbaki, aber ihr Versuch Sa'ad al-Churi zu töten schlug fehl und Effendi selbst wurde dabei getötet. Zusätzlich bezahlte Emir Yusuf el-Dschazzar dafür, dass er ihm Truppen zur Verfügung stellte, bestach die Yazbaki, von Saiyid-Ahmad zu desertieren, und konnte so erneut die Kontrolle über das Emirat der Schihabi erringen.

### Baschir II.

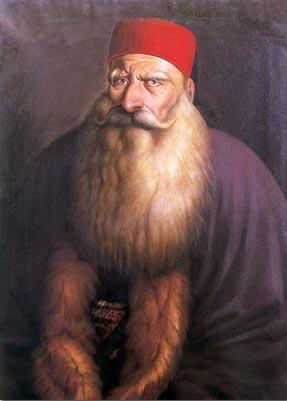
Baschir Schihab II., reg. 1789–1840

Der berühmteste der Emire der Schihab war Emir Baschir Schihab II., der mit Fachr ad-Dīn II. vergleichbar ist. Er war vom sunnitischen Islam, der Religion seiner Vorfahren, zum Christentum übergetreten und damit der erste maronitische Herrscher des Emirats. Seine Fähigkeiten als Staatsmann wurden 1799 erstmals auf die Probe gestellt, als Napoleon Akkon belagerte, eine stark befestigte Küstenstadt in Palästina, etwa vierzig Kilometer südlich von Tyros. Sowohl Napoleon als auch Ahmed Pascha al-Dschazzar, der Gouverneur von Sidon, forderten Hilfe von Baschir an, der jedoch neutral blieb und die Anfragen ablehnte. Unfähig Akkon zu erobern, kehrte Napoleon nach Ägypten zurück, und der Tod von el-Dschazzar 1804 beseitigte Baschirs Hauptgegner in der Region. Als Baschir II. entschied, sich vom osmanischen Imperium loszusagen, verbündete er sich mit Muhammad Ali Pascha, dem Gründer des modernen Ägypten. Er unterstützte dessen Sohn Ibrahim Pascha bei einer weiteren Belagerung von Akkon. Diese Belagerung dauerte sieben Monate an. Die Stadt fiel am 27. Mai 1832. Die ägyptische Armee eroberte daraufhin mit Unterstützung von Baschirs Truppen auch Damaskus am 14. Juni 1832.
1840 unterzeichneten die europäischen Großmächte (Großbritannien, Österreich, Preußen und Russland) aus Ablehnung gegen die pro-ägyptische Politik der Franzosen den Londoner Vertrag mit der Hohen Pforte (15. Jul 1840). Gemäß den Vereinbarungen im Vertrag wurde Mohamed Ali gebeten, aus Syrien abzuziehen; als er diese Aufforderung ablehnte, landeten osmanische und britische Truppen am 10. September 1840 an der libanesischen Küste. Infolgedessen zog sich Mohamed Ali am 14. Oktober 1840 zurück; Baschir II. kapitulierte vor den Briten und ging ins Exil. Baschir Schihab III. wurde daraufhin zum Oberhaupt ernannt. Am 13. Januar 1842 setzte der Sultan Abdul Medschid Baschir III. ab und ernannte Omar Pascha zum Gouverneur des Libanonbergs. Dieses Ereignis markierte das Ende der Herrschaft der Schihabs.

## Vermächtnis
Auch heute noch sind die Schihabs eine der prominentesten Familien im Libanon. Auch der dritte Präsident seit der Unabhängigkeit des Großlibanon, Fuad Schihab, war ein Mitglied dieser Familie (maronitisch-christlicher Abkömmling von der Linie des Emirs Hasan, Bruder des Emirs Baschir II.), ebenso wie der Sunnit Chalid Schihab. Die Schihabs tragen noch heute den Titel „Emir“. Eine Seitenlinie der Familie, die direkt von Baschir II. abstammt, residiert in der Türkei und trägt den türkischen Familiennamen Paksoy (aufgrund der 1934 erfolgten staatlichen Türkisierung im Zuge des Familiennamensgesetz unter dem Staatsgründer Mustafa Kemal Atatürk.) Heute sind die Schihabi teilweise sunnitische Muslime, teilweise maronitische Katholiken. Die im 11. Jahrhundert errichtete Zitadelle in Hasbaja im Südlibanon ist bis heute Privateigentum der Schihabi; es leben dort viele Familienmitglieder.

## Liste der Emire
| Name                           | Herrschaft | Glaube    | Anmerkungen                                                                                             |
| ------------------------------ | ---------- | --------- | --- |
| Emir Baschir I                 | 1697–1705  | Sunnit    | Sohn des Husain Schihab von Rascheiya und einer Tochter von Ahmad Maʿan. Regent für Emir Haidar.        |
| Emir Haidar                    | 1705–1732  | Sunnit    | Sohn des Musa Schihab von Hasbaja (d. 1693) und einer Tochter von Ahmad Maʿan.                          |
| Emir Mulhim                    | 1732–1753  | Sunnit    | Ältester Sohn von Haidar.                                                                               |
| Emirs Mansur und Ahmad         | 1753–1760  | Sunniten  | Söhne des Haidar.                                                                                       |
| Emir Qasim                     | 1760       | ?         | Sohn des Mulhim.                                                                                        |
| Emir Mansur                    | 1760–1770  | Sunnit    | Zweite, alleinige Regentschaft.                                                                         |
| Emir Yusuf                     | 1770–1778  | Maronit   | Sohn des Mulhim.                                                                                        |
| Emire Saiyid-Ahmad und Effendi | 1778       | ?         | Söhne Mulhims.                                                                                          |
| Emir Yusuf                     | 1778–1789  | Maronit   | Zweite Regentschaft.                                                                                    |
| Emir Baschir II.               | 1789–1794  | Maronit   | Sohn des Umar, Enkel von Haidar.                                                                        |
| Emire Husain und Sa'ad ad-Din  | 1794–1795  | Maroniten | Jüngste Söhne des Yusuf. Die Macht lag in Wirklichkeit beim maronitischen Verwalter Dschirdschi al-Baz. |
| Emir Baschir II.               | 1795–1799  | Maronit   | Zweite Regentschaft.                                                                                    |
| Emire Husain and Sa'ad ad-Din  | 1799–1800  | Maroniten | Zweite Regentschaft.                                                                                    |
| Emir Baschir II.               | 1800–1819  | Maronit   | Dritte Regentschaft.                                                                                    |
| Emire Hasan und Salman         | 1819–1820  | Sunniten  | Mitglieder des Rascheiya-Zweigs der Schihab-Familie.                                                    |
| Emir Baschir II.               | 1820–1821  | Maronit   | Vierte Regentschaft.                                                                                    |
| Emire Hasan und Salman         | 1821       | Sunniten  | Zweite Regentschaft.                                                                                    |
| Emir Abbas                     | 1821–1822  | Sunnit    | Sohn des As'ad, der Enkel väterlicherseits des Haidar war.                                              |
| Emir Baschir II.               | 1822–1840  | Maronit   | Fünfte Regentschaft.                                                                                    |
| Emir Baschir III.              | 1840–1842  | ?         | Sohn des Qasim. Aufhebung des Emirats Libanonberg.                                                      |